# Vedetar
Vedetar (nep. भेडेटार) – gaun wikas samiti we wschodniej części Nepalu w strefie Kośi w dystrykcie Dhankuta. Według nepalskiego spisu powszechnego z 2001 roku liczył on 539 gospodarstw domowych i 2753 mieszkańców (1435 kobiet i 1318 mężczyzn).